# Centralny Zarząd Budownictwa Wodnego i Melioracji
Centralny Zarząd Budownictwa Wodnego i Melioracji – organizacja gospodarcza Ministerstwa Rolnictwa istniejąca w latach 1972–1986, powstała w celu stwarzanie warunków zapewniających stały postęp techniczny, ekonomiczny i organizacyjny w zgrupowanych zjednoczeniach i innych jednostkach organizacyjnych oraz realizacja inwestycji w zakresie melioracji i budownictwa wodnego oraz zaopatrzenia rolnictwa w wodę.

## Powstanie Centralnego Zarządu
Na podstawie  uchwały Rady Ministrów z 1972 r. w sprawie organizacji gospodarki wodnej i melioracyjnej, utworzenia zjednoczeń budownictwa wodnego i melioracji oraz Centralnego Zarządu Budownictwa Wodnego i Melioracji ustanowiono Centralny Zarząd.
Minister Rolnictwa sprawował nadzór nad Centralnym Zarządem oraz nad zjednoczeniami.

## Przedmiot działania Centralnego Zarządu
Przedmiotem działania Centralnego Zarządu było organizowanie i koordynacja całokształtu wykonawstwa melioracji i budownictwa wodnego oraz zaopatrzenia rolnictwa w wodę poprzez zjednoczenia zgrupowane w Centralnym Zarządzie.

## Zjednoczenia budownictwa wodnego i melioracji
W Centralnym Zarządzie zgrupowane były zjednoczenia budownictwa wodnego i melioracji oraz inne jednostki organizacyjne. W zjednoczeniach   zgrupowane były przedsiębiorstwa budownictwa wodnego przekształcone z okręgowych zarządów wodnych, przedsiębiorstwa dotychczas zgrupowane w wojewódzkich zjednoczeniach przedsiębiorstw melioracyjnych oraz biura projektów wodnych melioracji.

## Cel działalności zjednoczeń
Celem działalności zjednoczeń była realizacja zadań w zakresie melioracji i budownictwa wodnego oraz zaopatrzenia rolnictwa w wodę przez stwarzanie warunków zapewniających postęp techniczny, ekonomiczny i organizacyjny.

## Przedmiot działania zjednoczeń
Przedmiotem działania zjednoczeń było wykonywanie melioracji użytków rolnych i leśnych, regulacja rzek, budowa kanałów do nawodnień oraz kanałów żeglugowych, budowa zbiorników retencyjnych, zabudowa potoków, budowa urządzeń przeciwpowodziowych, urządzeń zaopatrzenia rolnictwa w wodę, deszczowni oraz na potrzeby rolnictwa - budowa urządzeń zabezpieczających wody przed zanieczyszczeniem, wykonawstwo konserwacji urządzeń budownictwa wodnego i melioracyjnego, obsługa eksploatacyjna urządzeń melioracyjnych oraz projektowanie w tym zakresie.

## Wykaz jednostek organizacyjnych
- Zjednoczenie Budownictwa Wodnego i Melioracji w Białymstoku,
- Zjednoczenie Budownictwa Wodnego i Melioracji w Toruniu,
- Zjednoczenie Budownictwa Wodnego i Melioracji w Gdańsku,
- Zjednoczenie Budownictwa Wodnego i Melioracji w Kielcach,
- Zjednoczenie Budownictwa Wodnego i Melioracji w Koszalinie,
- Zjednoczenie Budownictwa Wodnego i Melioracji w Krakowie,
- Zjednoczenie Budownictwa Wodnego i Melioracji w Lublinie,
- Zjednoczenie Budownictwa Wodnego i Melioracji w Olsztynie,
- Zjednoczenie Budownictwa Wodnego i Melioracji w Opolu,
- Zjednoczenie Budownictwa Wodnego i Melioracji w Łodzi,
- Zjednoczenie Budownictwa Wodnego i Melioracji w Poznaniu,
- Zjednoczenie Budownictwa Wodnego i Melioracji w Rzeszowie,
- Zjednoczenie Budownictwa Wodnego i Melioracji w Szczecinie,
- Zjednoczenie Budownictwa Wodnego i Melioracji w Warszawie,
- Zjednoczenie Budownictwa Wodnego i Melioracji we Wrocławiu,
- Zjednoczenie Budownictwa Wodnego i Melioracji w Zielonej Górze,
- Zjednoczenie Budownictwa Wodno-Inżynieryjnego w Katowicach,
- Centralne Biuro Studiów i Projektów Wodnych Melioracji i Zaopatrzenia Rolnictwa w Wodę "Bipromel" w Warszawie,
- Centralne Biuro Studiów i Projektów Budownictwa Wodnego "Hydroprojekt" w Warszawie.

## Zniesienie Centralnego Zarządu
Na podstawie uchwały Rady Ministrów z 1986 r. w sprawie uznania niektórych uchwał Rady Ministrów i Prezydium Rządu ogłoszonych w Monitorze Polskim za nie obowiązujące, zlikwidowano Centralny Zarząd.